# Malik McDowell
Malik McDowell (Detroit, 20 giugno 1996) è un giocatore di football americano statunitense che milita nel ruolo di defensive tackle per i Duke City Gladiators della Indoor Football League.

## Carriera universitaria
McDowell al college giocò a football con i Michigan State Spartans dal 2014 al 2016. Nella sua prima stagione disputò tutte le 13 partite, con 15 tackle e 1,5 sack. Nel 2015 fu nominato All-American da Fox Sports. Il 29 dicembre 2016, McDowell fu inserito nel Second Team All-Big Ten.
Il 5 dicembre 2016, McDowell annunciò la sua intenzione di abbandonare in anticipo il college football e rendersi eleggibile per il Draft NFL.

## Carriera professionistica

### Seattle Seahawks
McDowell fu scelto nel corso del secondo giro (35º assoluto) del Draft NFL 2017 dai Seattle Seahawks. Il 30 luglio 2017 l'allenatore Pete Carroll rivelò che il giocatore due settimane prima era stato coinvolto in un incidente stradale, facendogli perdere la sua intera stagione da rookie e la successiva.

### Cleveland Browns
Dopo tre anni lontano dal football, il 3 maggio 2021 McDowell firmò con i Cleveland Browns, riuscendo ad entrare nei 53 uomini del roster per la stagione regolare. Nell'unica stagione con la squadra disputò 15 partite, di cui 14 come titolare, con 33 tackle e 3 sack.

### Duke City Gladiators
Il 16 giugno 2023 Mcdowell firmò con i Duke City Gladiators.